# 채널A 종합뉴스
《채널A 종합뉴스》은 대한민국 채널A에서 매일 밤 10시에 방송되는 채널A의 메인 뉴스 프로그램이다. 2011년 12월 1일부터 2017년 9월 17일까지 프로그램 뉴스A 후속으로 편성되었다.